# 戶塚 (新宿區)
戶塚（日语：／ Totsuka */?）是位於東京都新宿區北部的地區。

## 概要
西至神田川的小瀧橋，東至早稻田大學校區約2.6公里，南至諏訪通，北至神田川，約0.9公里，東西狹長。
區內早稻田大學、小學校、中學校、專門學校林立，是知名學生街。此外，也被稱為「福祉之町」。日本點字圖書館、國際特赦組織日本支部、無國界醫生、和平之船（Peace Boat）等團體聚集於此。
東側有最古老的富士塚，水稻荷大社在每年7月下旬的周六日舉行盛大的「高田富士祭」。

## 町名
原為新宿區戶塚町一-四丁目，1975年實施住居表示，大部分地區編入高田馬場一～四丁目與西早稻田一～三丁目。現在戶塚町位於早稻田大學東側。目前當地仍有新宿區役所戶塚特別出張所（戶塚地域中心2樓）、戶塚地區協議會、戶塚警察署等保留地區名稱的設施。

## 歷史
1975年（昭和50年），大部分地區編入高田馬場與西早稻田。

### 地名由來
關於町名有多種說法 ：
- 昔日爆發洪水時，此地有「門」（戶）保戶而免除水患。
- 昔日寶泉寺內有座「富塚」。後「富」演變為「戶」。
- 舊岡本邸內的古塚有白狐居住，稱為「狐塚」。後演變為「戶塚」。
- 昔日此地古塚眾多，稱為「十塚」，後演變為「戶塚」。
- 喜久井町的供養塚，稱為「富塚」。後演變為「戶塚」。
- 源義家凱旋時在此地埋下「兜」（かぶと），稱兜塚。後演變為「戶塚」。

## 備註
1. ↑  .   [2013-08-10]. （原始内容存档于2014-08-19）.
2. ↑  .   [2013-08-10]. （原始内容存档于2019-09-21）.

## 外部連結
- 戶塚特別出張所 （页面存档备份，存于） - 新宿區